# Campeonato Mundial de Halterofilismo de 2022 - Até 76 kg feminino
A categoria até 76 kg feminino foi um evento do Campeonato Mundial de Halterofilismo de 2022, disputado em Bogotá, na Colômbia, no dia 13 de dezembro de 2022.

## Calendário
Horário local (UTC-5)
| Dia            | Horário | Fase    |
| -------------- | ------- | ------- |
| 13 de dezembro | 14:00   | Grupo B |
| 13 de dezembro | 16:30   | Grupo A |

## Medalhistas
| Evento    | Ouro             | Ouro   | Prata               | Prata  | Bronze              | Bronze |
| --------- | ---------------- | ------ | ------------------- | ------ | ------------------- | ------ |
| Arranque  | Sara Ahmed (EGY) | 113 kg | Mattie Rogers (USA) | 109 kg | Bella Paredes (ECU) | 108 kg |
| Arremesso | Sara Ahmed (EGY) | 148 kg | Mattie Rogers (USA) | 138 kg | Kim Su-hyeon (KOR)  | 137 kg |
| Total     | Sara Ahmed (EGY) | 261 kg | Mattie Rogers (USA) | 247 kg | Kim Su-hyeon (KOR)  | 245 kg |

## Recordes
Antes desta competição, o recorde mundial da prova era o seguinte:
| Recorde         | Tipo      | Atleta             | Peso   | Local   | Data                    |
| Recorde Mundial | Arranque  | Rim Jong-sim (PRK) | 124 kg | Pattaya | 24 de setembro de 2019  |
| Recorde Mundial | Arremesso | Zhang Wangli (CHN) | 156 kg | Fucheu  | 26 de fevereiro de 2019 |
| Recorde Mundial | Total     | Rim Jong-sim (PRK) | 278 kg | Liampó  | 26 de abril de 2019     |

## Resultado
Os resultados foram os seguintes.
| Pos.              | Atleta                       | Grupo | Arranque (kg) | Arranque (kg) | Arranque (kg) | Arranque (kg)     | Arremesso (kg) | Arremesso (kg) | Arremesso (kg) | Arremesso (kg)    | Total |
| Pos.              | Atleta                       | Grupo | 1             | 2             | 3             | Resultado         | 1              | 2              | 3              | Resultado         | Total |
| ----------------- | ---------------------------- | ----- | ------------- | ------------- | ------------- | ----------------- | -------------- | -------------- | -------------- | ----------------- | ----- |
| Medalha de ouro   | Sara Ahmed (EGY)             | A     | 109           | 113           | 116           | Medalha de ouro   | 138            | 143            | 148            | Medalha de ouro   | 261   |
| Medalha de prata  | Mattie Rogers (USA)          | A     | 106           | 108           | 109           | Medalha de prata  | 137            | 138            | 142            | Medalha de prata  | 247   |
| Medalha de bronze | Kim Su-hyeon (KOR)           | A     | 104           | 108           | 108           | 4                 | 133            | 136            | 137            | Medalha de bronze | 245   |
| 4                 | Hellen Escobar (COL)         | A     | 103           | 107           | 109           | 5                 | 133            | 135            | 138            | 4                 | 242   |
| 5                 | Bella Paredes (ECU)          | A     | 101           | 105           | 108           | Medalha de bronze | 130            | 134            | 135            | 6                 | 238   |
| 6                 | Kelin Jiménez (ECU)          | A     | 98            | 102           | 105           | 8                 | 127            | 132            | 135            | 5                 | 237   |
| 7                 | Mailyng Echeverría (COL)     | A     | 102           | 106           | 108           | 6                 | 130            | 134            | 135            | 7                 | 236   |
| 8                 | Shania Bedward (CAN)         | B     | 93            | 97            | 101           | 9                 | 118            | 124            | 128            | 8                 | 229   |
| 9                 | Tatev Hakobyan (ARM)         | A     | 105           | 108           | 109           | 7                 | 122            | 122            | 125            | 11                | 227   |
| 10                | Aray Nurlybekova (KAZ)       | B     | 90            | 95            | 100           | 10                | 117            | 123            | 126            | 9                 | 223   |
| 11                | Milena Khachatryan (ARM)     | A     | 95            | 100           | 103           | 11                | 120            | 120            | 130            | 14                | 220   |
| 12                | Celia Gold (ISR)             | A     | 93            | 96            | 99            | 13                | 118            | 118            | 121            | 12                | 217   |
| 13                | Olivia Shelton (AUS)         | B     | 90            | 94            | 98            | 15                | 115            | 119            | 123            | 15                | 213   |
| 14                | Gintarė Bražaitė (LTU)       | B     | 87            | 91            | 94            | 17                | 110            | 116            | 122            | 10                | 213   |
| 15                | Lizbeth Nolasco (MEX)        | A     | 98            | 102           | 102           | 12                | 115            | 115            | 115            | 16                | 213   |
| 16                | Daniela Ivanova (LAT)        | B     | 92            | 92            | 95            | 16                | 120            | 123            | 123            | 13                | 212   |
| 17                | Parisa Noorali (IRI)         | B     | 88            | 88            | 90            | 18                | 110            | 116            | 117            | 17                | 200   |
| 18                | Tia Sarah Tovarlaža (CRO)    | B     | 73            | 77            | 80            | 19                | 95             | 95             | 100            | 18                | 172   |
| —                 | Otgonbayaryn Darkhijav (MGL) | B     | 95            | 99            | 102           | 14                | 112            | 112            | 112            | —                 | —     |
| —                 | Nikki Löwik (NED)            | B     | —             | —             | —             | —                 | —              | —              | —              | —                 | —     |